# Figeac
Figeac (okcitánsky: Fijac) je město ve Francii. Leží v regionu Okcitánie, departementu Lot, v historickém kraji Quercy. Má 9953 obyvatel (rok 2006), protéká jím řeka Célé. Figeac leží na trase Svatojakubské cesty (La route du Puy).

## Historie
Místo dnešního Figeaku bylo osídleno již ve starověku a galorománské éře. Dnešní jméno Figeac získal od krále Pipina Krátkého, který zde podle legendy roku 753 rozhodl o zbudování kláštera („Le roi aurait dit Fiat là“).
V následujících staletích se město, především díky výhodné poloze (Svatojakubská cesta, obchodní cesta do kraje Rouergue), v okolí kláštera postupně rozvíjelo. Opat kláštera byl tehdy i pánem města. Ale roku 1302, po konfliktu opata s konsuly (představiteli měšťanů), bylo město podřízeno přímo králi Filipu IV. Sličnému. Ten jmenoval zemského správce a udělil městu vzácné mincovní privilegium.
V letech 1598–1622 byl Figeac základnou hugenotů. V 18. století, během období prosperity města, byly odstraněny městské hradby i vodní příkop. Roku 1862 byla do Figeaku zavedena železnice.
Za 2. světové války jako odvetu francouzskému odporu němečtí vojáci ze 2. divize SS „Das Reich“ zatkli 800 místních občanů; 540 z nich bylo deportováno do vyhlazovacích táborů Dachau a Neuengamme.

## Geografie

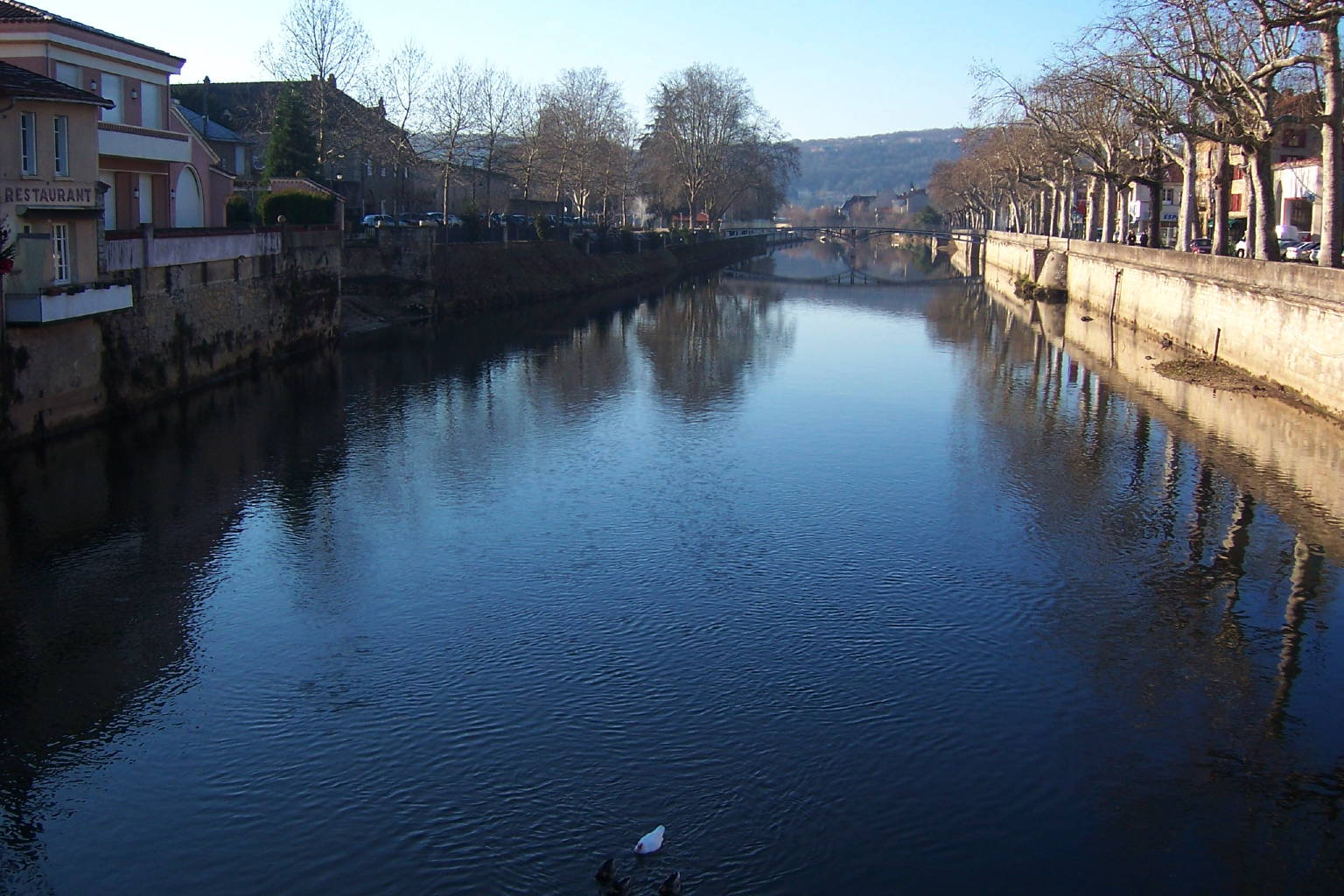
Řeka Célé protékající městem

Sousední obce: Planioles, Lunan, Faycelles a Viazac.

## Ekonomika
Ve Figeaku sídlí významné společnosti podnikající v oblasti aeronautiky: Ratier-Figeac a Figeac Aero.
Společnost Ratier-Figeac, založena roku 1904, je dodnes světově významným výrobcem vrtulí; dodává například vrtule ke stroji Airbus A400M. Kromě toho dodává díly do helikoptér a dopravních letadel společností Airbus a Bombardier Inc. Figeac Aero vyrábí součástky motorů. Firma v posledních letech zaznamenala významný růst a získala několik kontraktů v zámoří.

## Turistika
Dlouhou a bohatou historii města dodnes upomíná architektura vysokých pískovcových domů a úzké, křivolaké uličky historického jádra (řada budov především z 13.–15. století).

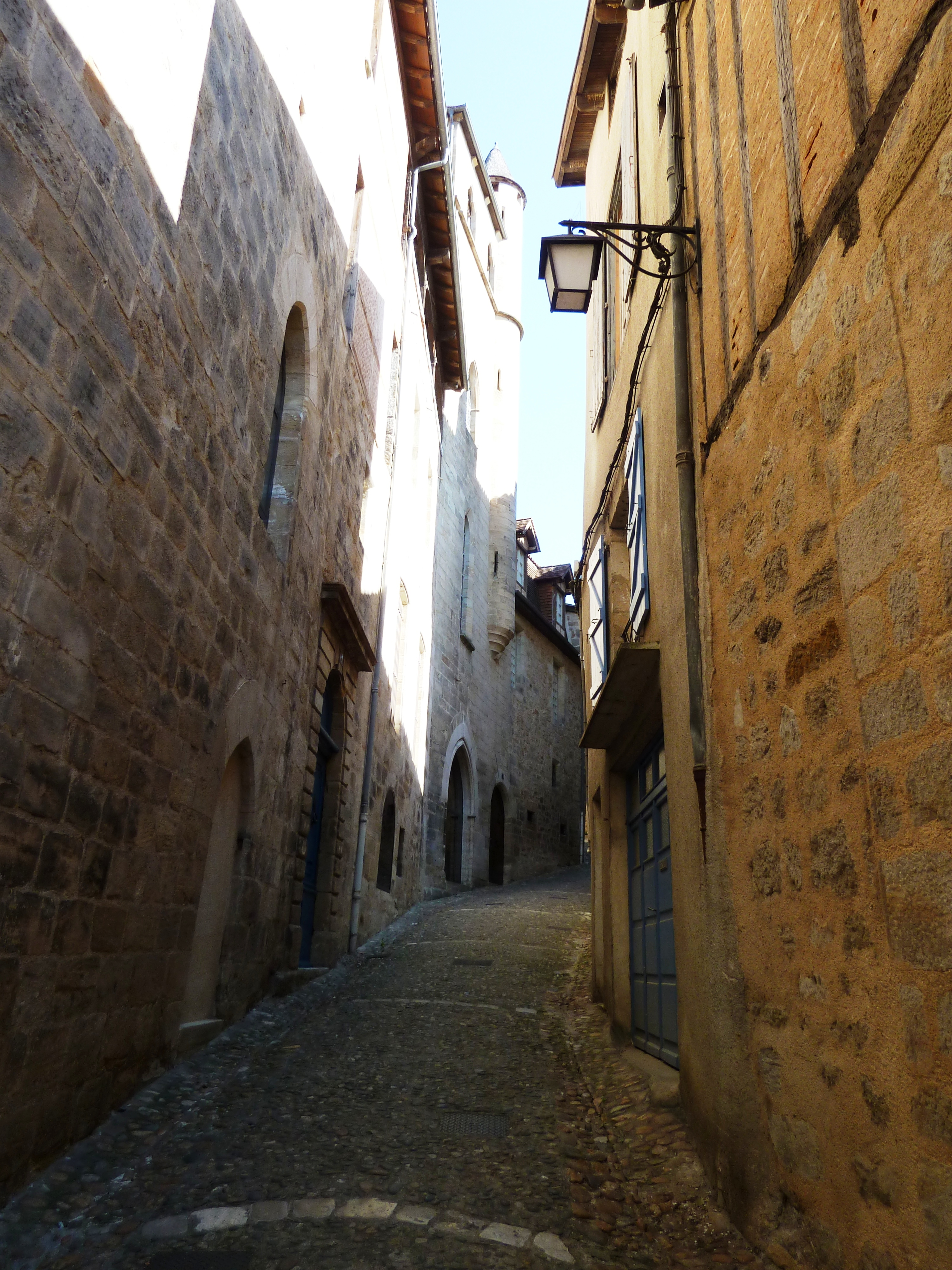
Středověká ulička ve Figeaku (Rue Delzhens Tour du Viguier)

Mezi nejvýznamnější turistické cíle města patří:
- náměstí Carnot
- kostel svatého Spasitele (Église Saint-Sauveur) z 11. století
- mincovna (Hôtel de la Monnaie) ze 13. století, mající totéž architektonické členění jako blokově hmotná stavba brány v německém klášteře Lorsch (z roku 774)
- templářská nemocnice (Hôpital des Templiers) ze 14. století s jemně vypracovanými gotickými okny ve 2. poschodí.
- templářské komturství (Commanderie des Templiers) s gotickým průčelím, zřízené po roce 1187 a přestavěné v 15. století.

Figeac je zároveň výchozím bodem pro turistické výlety po okolí.

## Osobnosti
- Jean-François Champollion (1790 – 1832), archeolog, zakladatel egyptologie
- Charles Boyer (1897 – 1978), herec

## Partnerská města
- Bielefeld, Německo
- Telč, Česko